# آلبر تایلاندیه
آلبر تایلاندیه (فرانسوی: Albert Taillandier‎؛ زادهٔ ۸ فوریهٔ ۱۸۷۹) دوچرخه‌سوار اهل فرانسه بود.
از افتخارات وی میتوان به کسب مدال طلا اسپرینت در بازی‌های المپیک تابستانی ۱۹۰۰ اشاره کرد.